# Gymnocalycium poeschlii
Gymnocalycium poeschlii là một loài thực vật có hoa trong họ Cactaceae. Loài này được Neuhuber mô tả khoa học đầu tiên năm 1999.